# Pierre du Pot
La Pierre du Pôt appelée aussi Pierre du Post ou Postis est un menhir sur la commune de Ussy, en France, dans le département du Calvados.

## Description
À l’origine la Pierre du Pôt se trouvait à 1,5 km de la ville de Ussy, à gauche de la route allant à Saint-Germain-Langot au lieu-dit Le Pôt. L'agriculteur, gêné par cette pierre en plein champ, l'avait déplacée et rejetée sur le bas-côté de la route. La municipalité d'Ussy préféra récupérer le mégalithe brisé, renversé et délaissé pour le dresser dans un coin du parc de l'arboretum du village. La roche est en calcaire en forme de losange allongé, elle mesure environ 2,20 m de hauteur et 1,40 m de largeur, son profil montre une longue fissure verticale. Deux autres menhirs sont visibles dans les environs proches : la Pierre de la Hauberie et le menhir de la Grurie à Villers-Canivet.

## Protection
Le menhir dit la Pierre du Pot fait l’objet d’un classement au titre des monuments historiques depuis le 26 octobre 1945. Son emplacement d'origine est toujours considéré comme protégé bien que le menhir ne s'y trouve plus.

## Légendes
On pensait qu'un trésor était dissimulé sous le menhir. En 1824, des jeunes gens de la commune le renversèrent en convoitant les richesses cachées. Il fut ensuite brisé par le propriétaire du terrain pour dégager le sol.

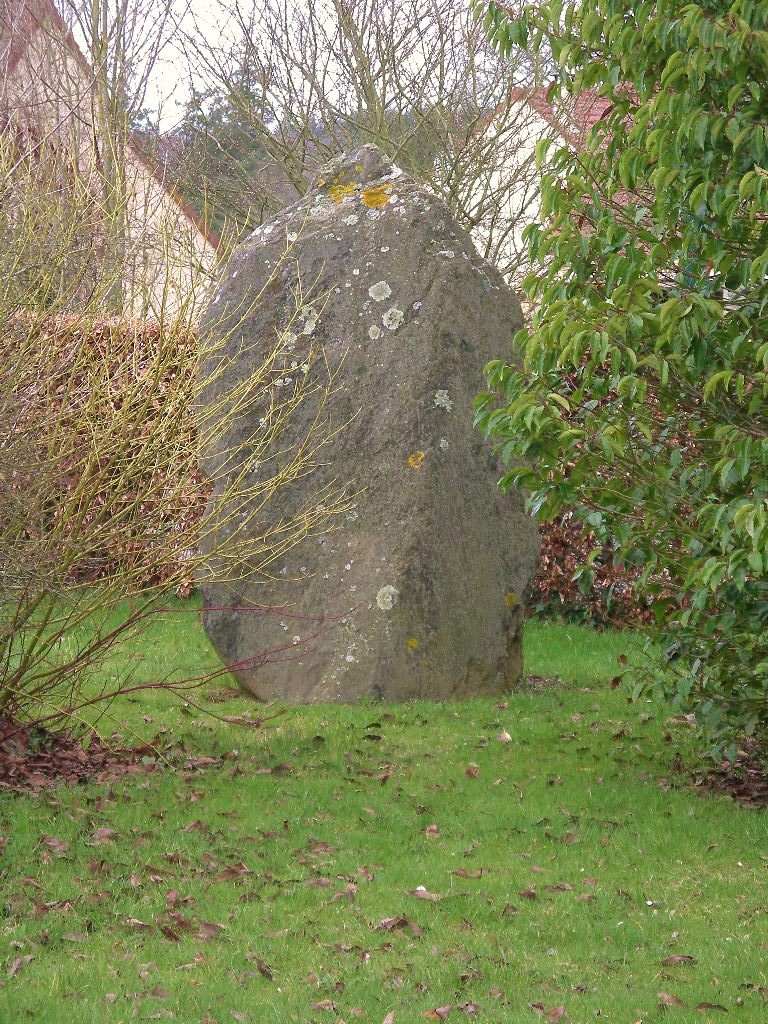
Le menhir dans le parc
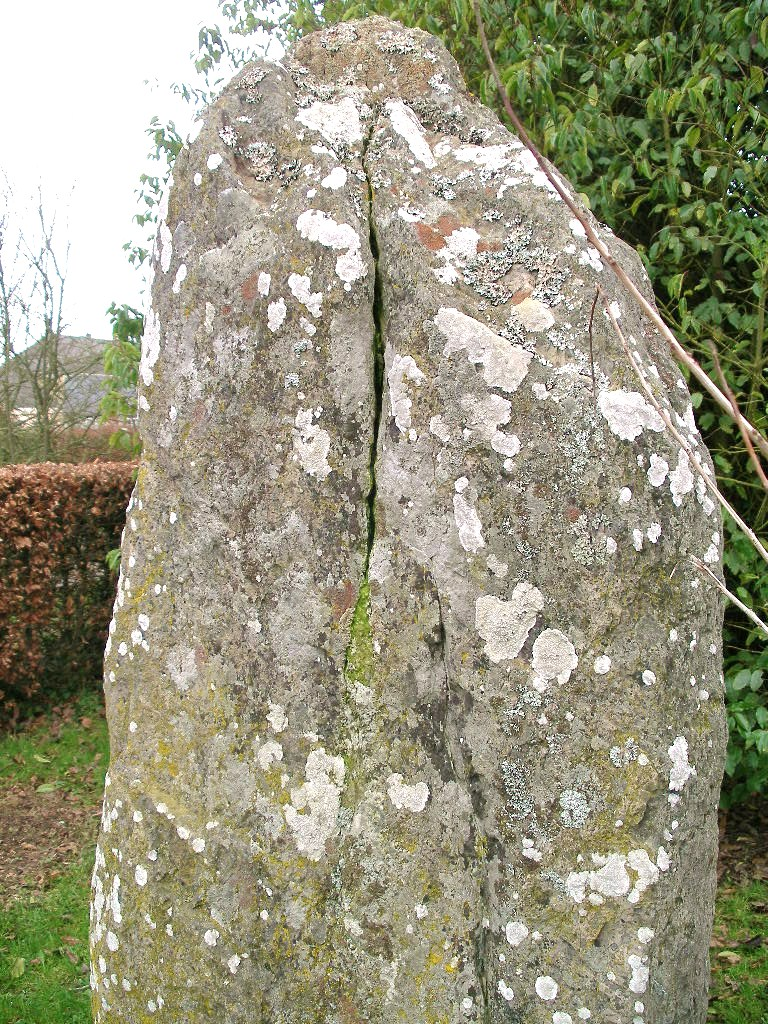
Vue de profil